# Popeye Jones
Pour les articles homonymes, voir Jones.
Ronald Jerome « Popeye » Jones, né le 17 juin 1970 à Dresden, dans le Tennessee, est un joueur et entraîneur américain de basket-ball. Il évolue durant sa carrière au poste d'ailier fort. Il est le père des joueurs de hockey sur glace Seth Jones et Caleb Jones.

## Carrière
En juillet 2021, Jones devient l'adjoint de l'entraîneur Michael Malone aux Nuggets de Denver.